# Tamayama Tetsuji
Tamayama Tetsuji (玉山 鉄二 Tamayama Tetsuji, Ngọc Sơn Thiết Nhị) là một diễn viên Nhật. Anh là con trai út trong gia đình 4 người với 3 người chị. Tamayama Tetsuji tham gia nhiều cuộc thi người mẫu và là nhân tố tích cực của Checkmate và các tạp chí thời trang khác.

Năm 2001, Tetsuji xuất hiện trong Hyakujuu Sentai Gaoranger vai GaoSilver. Tet tiếp tục đóng vai chính trong nhiều phim điện ảnh và phim truyền hình như Casshern, Tokyo Love Cinema, và Rockers.

## Sự nghiệp diễn xuất

### Phim điện ảnh
- Hyakujuu Sentai Gaoranger Hi no Yama Hoeru (2001)
- Koi ni Utaeba (To Sing of Love) (2002)
- Samurai Girl 21 (2002)
- Rockers (2003)
- Koibumi Hiyori~Ikarusu no Koibito Tachi (2004)
- Tengoku no Honya: Koibi (Heaven's Bookstore) (2004)
- Casshern (2004)
- Eiko (2004)
- Pray (2005)
- Nana (2005)
- Gyakkyou nine (All Out Nine-Field Of Nightmares) (2005)
- Presents: Aikagi (Presents: The Key of Love) (2006)
- Nana 2 (2006)
- Tegami (The Letters) (2006)
- Check It Out, Yo! (2006)
- Kamyu Nante Shiranai (Who's Camus Anyway?) (2006) cameo
- Giniro no Season (Silver Season) (2007)
- Freesia (Bullets Over Tears) (2007)
- Team Batista no Eikou (2008)
- Kafuu wo Machiwabite / Waiting for Good News (2009)
- The Triumphant General Rouge (2009)
- Goemon (2009)
- Hagetaka: The Movie (The Vulture) (2009)
- The Glorious Team Batista 2 / General Rouge no Gaisen (2009)
- Shikeidai no Elevator (2010)
- Norwegian Wood / Norway no Mori (2010)
- Hankyū Densha (2011) vai Ryuta
- Girl In The Sunny Place (2013) vai Haruki Shindo
- Lupin III (2014) vai Daisuke Jigen

### Phim truyền hình
- Utsukushii Hito (1999 TBS) tập 5
- Tengoku no Kiss (1999 TV Asahi)
- Naomi (1999 Fuji TV) tập 9
- Summer Snow (2000 TBS) tập 6 & 7
- Hyakujuu Sentai Gaoranger (2001-2002 TV Asahi)
- Bara no Jujika (2002 Fuji TV)
- Mayonaka wa Betsu no Kao (2002 NHK)
- Hakoiri Musume (2003 KTV)
- Message (NTV, 2003)
- Tokyo Love Cinema (2003 Fuji TV)
- Kotaba ga Uragitte Iku (2003 NTV)
- Kimi ga Omoide ni Naru Mae ni (2004 Fuji TV)
- Nouka no Yome ni Naritai (2004 NHK)
- Rikon Bengoshi (2004 Fuji TV)
- Division 1 Stage 5 "2H" (2004 Fuji TV)
- Brother Beat (2005 TBS)
- Hiroshima Showa 20 nen 8 Gatsu Muika (2005 TBS)
- Rikon Bengoshi 2 (2005 Fuji TV)
- Bokutachi no Sensou (2006 TBS)
- Dare Yorimo Mama wo Ai su (2006 TBS)
- Zutto Ai Takatta (2006 Fuji TV)
- Ushi ni Negai wo: Love & Farm (2007 Fuji TV)
- Mayonaka no March (2007 WOWOW)
- Bara no nai Hanaya (Fuji TV, 2008, tập 8-11)
- Wild Life (NHK, 2008)
- Prisoner (WOWOW, 2008)
- Boushi - (2008 NHK Hiroshima)
- Tenchijin (2009 NHK)
- BOSS (Fuji TV, 2009)
- Sunao ni Narenakute (Fuji TV, 2010)
- Wagaya no Rekishi (Fuji TV, 2010)
- BOSS 2 (Fuji TV, 2011)
- Shiawase ni Narou yo (Fuji TV, 2011, tập 7)
- The naked director (2019)

### Quảng cáo trên truyền hình
- Meiji Chocolate (2000)
- P&G (2002)
- ECC Shonen (2003)
- Kagome (2003)
- Glico ZACS (2004)
- Santen FX Eye drops (2003–2007)
- Suntory (2005)
- Acecook Noodle (2005)

### Video quảng bá
- Truth
- Endless Story